# Don Panaca
Don Panaca es un barrio de carácter rural perteneciente al municipio filipino de Magpet, de primera categoría, situado al sur de la isla de Mindanao. Forma parte de  la provincia de Cotabato del Norte situada en la Región Administrativa de Soccsksargen también denominada Región XII. 
Para las elecciones está encuadrado en el Segundo Distrito Electoral de esta provincia.

## Geografía
Este barrio, situado 1.000 m s. n. m., cuenta con una extensión superficial de 1.330 hectáreas, agrupa 7 sitios (Purok).
Linda al norte con el barrio de Dallag, perteneciente al municipio vecino de  Arakan; al sur con el barrio de Bangkal; al este con los de Tambobong y de Pangyan, ambos en el término de Baguio del municipio de  Dávao; y al oeste con los barrios  de  Imamaling, y de Sallab.

## Demografía
Don Panaca cuenta con 132 viviendas habitadas por 666 personas, de las cuales 357 son varones y 309 mujeres.

## Administración
Su capitán (Barangay Captain)   es Mecicio A Dulangán.

## Economía
Produce bananas, caucho, Thysanolaena latifolia o Tiger Grass y verduras.

## Historia
Magpet convirtió en un barrio de Kidapawan en 1950. El municipio data de  22 de junio de 1963. Los primeros concejales prestaron juramento al cargo el 13 de agosto de 1963, siendo su primer alcalde  Froilán Matas.